# Hastingsia
Hastingsia é um género botânico pertencente à família Asparagaceae.

## Espécies
- Hastingsia alba
- Hastingsia atropurpurea
- Hastingsia bracteosa
- Hastingsia serpentinicola